# White Farm Equipment

Logo

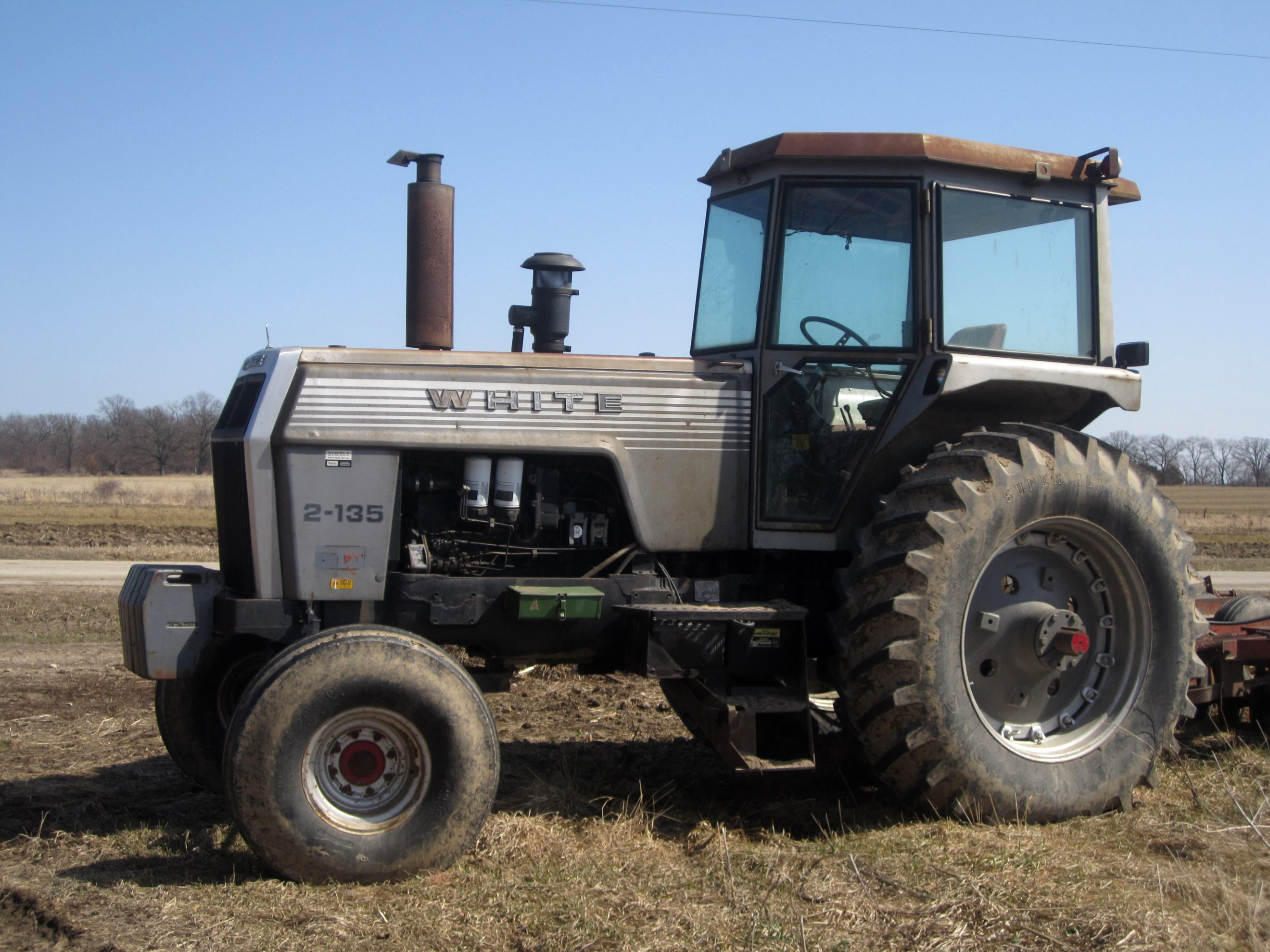
White Field Boss 2-135

White Farm Equipment war ein Tochterunternehmen der White Motor Company.

## Geschichte
Nachdem die White Motor Corporation in den 1960er Jahren verschiedene Landmaschinenhersteller übernommen hatte, so 1960 die Firma Oliver Corporation und 1962 Cockshutt und 1963 Minneapolis-Moline, wurden diese Aktivitäten 1969 unter dem Namen White Farm Equipment zusammengelegt. Ab 1975 wurden mit der Vorstellung der Field Boss-Serie (Traktoren) und der Harvest Boss-Serie die ursprünglichen Farbgebungen der drei Firmen und deren Markennamen nicht mehr verwendet, sondern als Markenname wurde nun White und als Farbe grau verwendet.
Von Beginn an stammten einige Modelle von Fiatagri, dies stellte eine Fortsetzung einer entsprechenden Zusammenarbeit zwischen Oliver bzw. Cockshutt mit Fiatagri dar. Nachdem man diese Kooperation 1977 beendet hatte, bezog man seit 1978 Modelle im Leistungsbereich bis 60 PS von Iseki aus Japan und verkaufte diese unter dem Markennamen White-Iseki.
1979 wurde White Farm Equipment an TIC verkauft. Nachdem White Farm Equipment 1985 hatte Insolvenz anmelden müssen, wurde das Werk in Brantford (Ontario) geschlossen und die Mähdreschersparte an Massey Ferguson verkauft, und das restliche Unternehmen von Allied Products übernommen.
Allied Products, die 1984 bereits New Idea übernommen hatten, schloss beide Unternehmen 1987 zu White-New Idea zusammen, und der Unternehmenssitz wurde nach Coldwater (Ohio) verlegt.
1989 ersetzte man die von Iseki stammenden Traktoren im unteren Leistungsbereich durch eigene in den USA hergestellte Modelle. Diese American-Serie war in den Farben Cockshutt-Rot, Oliver-Grün, Minneapolis-Moline-Gelb und White-Silber erhältlich und verfügte über Motoren von CDC (ein Joint-Venture von Case und Cummins). Diese Serie war nicht sehr erfolgreich und wurde bereits 1991 wieder eingestellt.
1990 wurde die bisherige Field Boss-Serie durch die Workhorse-Serie abgelöst.
Nachdem 1988 eine Vereinbarung mit Deutz-Allis getroffen worden war, wurde ab 1989 deren 9100-Baureihe bei White hergestellt. Diese Baureihe basierte auf den Traktoren von White, war aber mit Motoren der Deutz AG ausgestattet.
1991 wurde der Traktorenbereich von White-New Idea an AGCO verkauft, und zwei Jahre später das restliche Unternehmen. AGCO benutzte den Markennamen White bis 2001, als er durch den Markennamen AGCO abgelöst wurde.